# الكسندر لودفيغ
الكسندر لودفيغ (بالدنماركية: Alexander Ludwig)‏ (30 يونيو 1993 بكوبنهاغن في الدنمارك - ) هو لاعب كرة قدم دانمركي في مركز الوسط. لعب مع نادي كويه ‏.

## وصلات خارجية
- الكسندر لودفيغ على موقع قاعدة بيانات كرة القدم.إي يو (الإنجليزية)
- الكسندر لودفيغ على موقع Soccerway.com (الإنجليزية)
- الكسندر لودفيغ على موقع عالم كرة القدم.نت (الإنجليزية)